# Apelguldmal
Apelguldmal (Phyllonorycter blancardellus) är en fjärilsart som först beskrevs av J.C.Fabricius 1781.  Apelguldmal ingår i släktet guldmalar, och familjen styltmalar. Arten är reproducerande i Sverige.